# Lyssa menoetius
Lyssa menoetius är en fjärilsart som beskrevs av Carl Heinrich Hopffer 1856. Lyssa menoetius ingår i släktet Lyssa och familjen Uraniidae. Inga underarter finns listade i Catalogue of Life.

## Bildgalleri

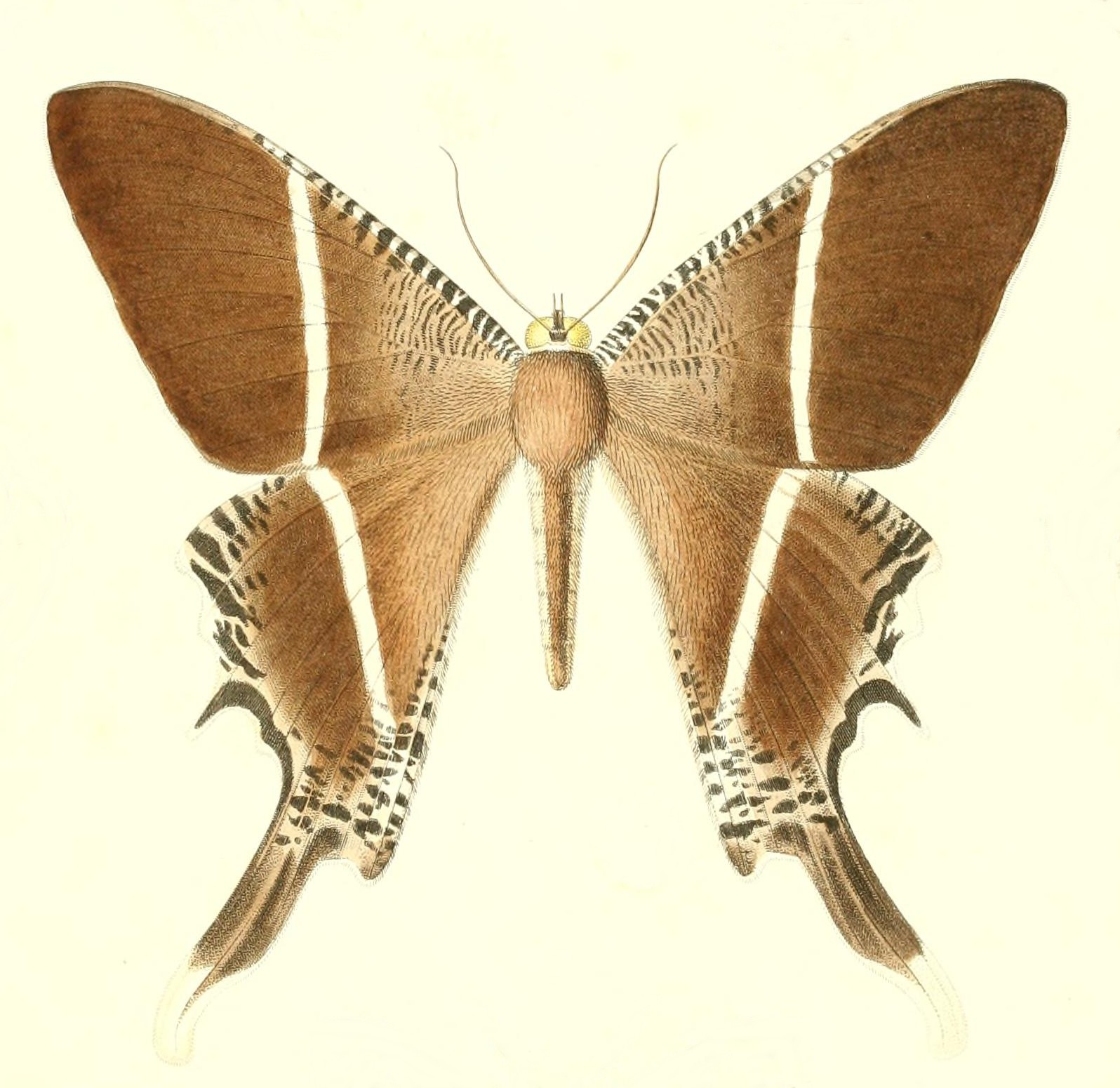